# Сарьяк-Бигор
Сарья́к-Биго́р (фр. Sarriac-Bigorre, окс. Sarriac) — коммуна во Франции, находится в регионе Юг — Пиренеи. Департамент — Верхние Пиренеи. Входит в состав кантона Рабастенс-де-Бигор. Округ коммуны — Тарб.
Код INSEE коммуны — 65409.

## География

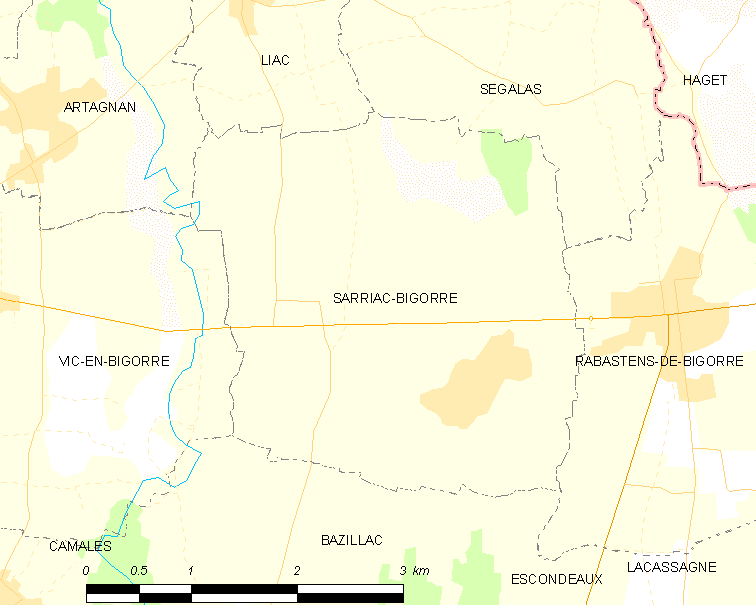
Карта коммуны

Коммуна расположена приблизительно в 640 км к югу от Парижа, в 110 км западнее Тулузы, в 18 км к северу от Тарба.
Коммуна расположена в местности Бигорр. На востоке коммуны протекает река Оль.

## Климат
Климат умеренно-океанический с солнечной тёплой погодой и обильными осадками на протяжении практически всего года.

## Население
Население коммуны на 2010 год составляло 285 человек.
| 1962 | 1968 | 1975 | 1982 | 1990 | 1999 | 2010 |
| ---- | ---- | ---- | ---- | ---- | ---- | ---- |
| 331  | 323  | 320  | 277  | 268  | 263  | 285  |

## Экономика
В 2010 году среди 163 человек трудоспособного возраста (15-64 лет) 126 были экономически активными, 37 — неактивными (показатель активности — 77,3 %, в 1999 году было 64,2 %). Из 126 активных жителей работали 113 человек (62 мужчины и 51 женщина), безработных было 13 (5 мужчин и 8 женщин). Среди 37 неактивных 7 человек были учениками или студентами, 18 — пенсионерами, 12 были неактивными по другим причинам.

## Достопримечательности
- Церковь XIV века. Исторический памятник с 1952 года[4]

## Фотогалерея

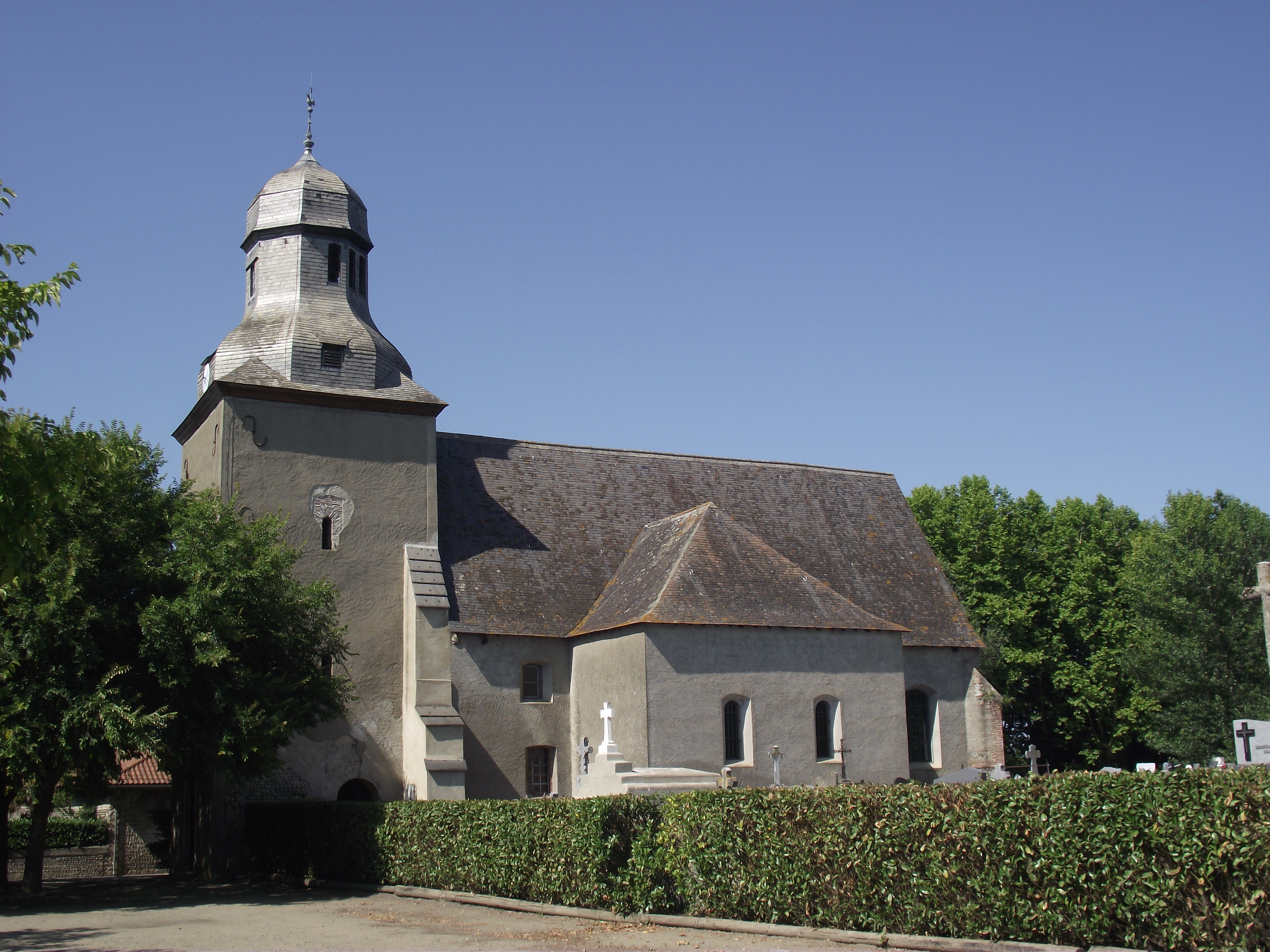
Церковь
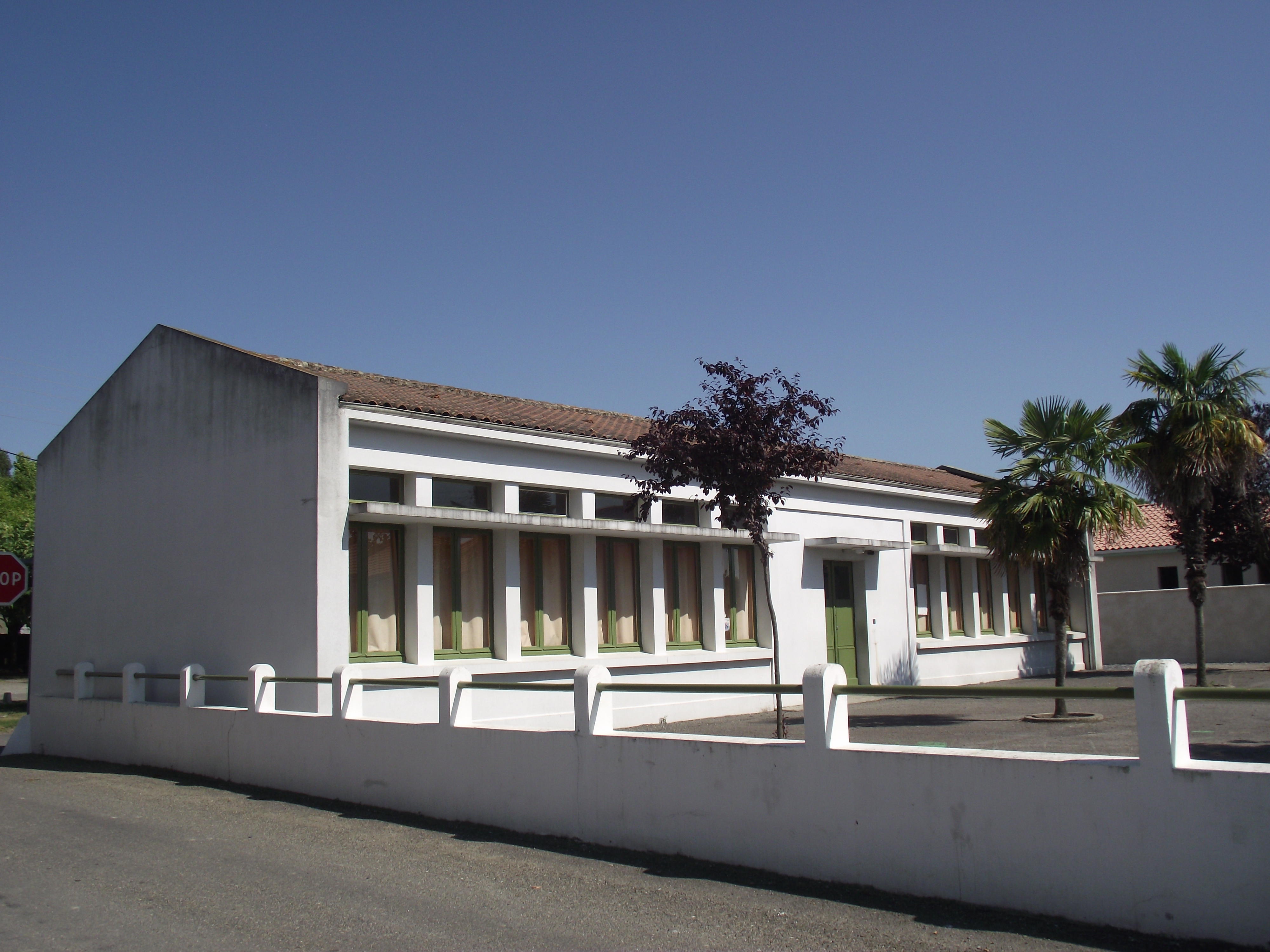
Школа
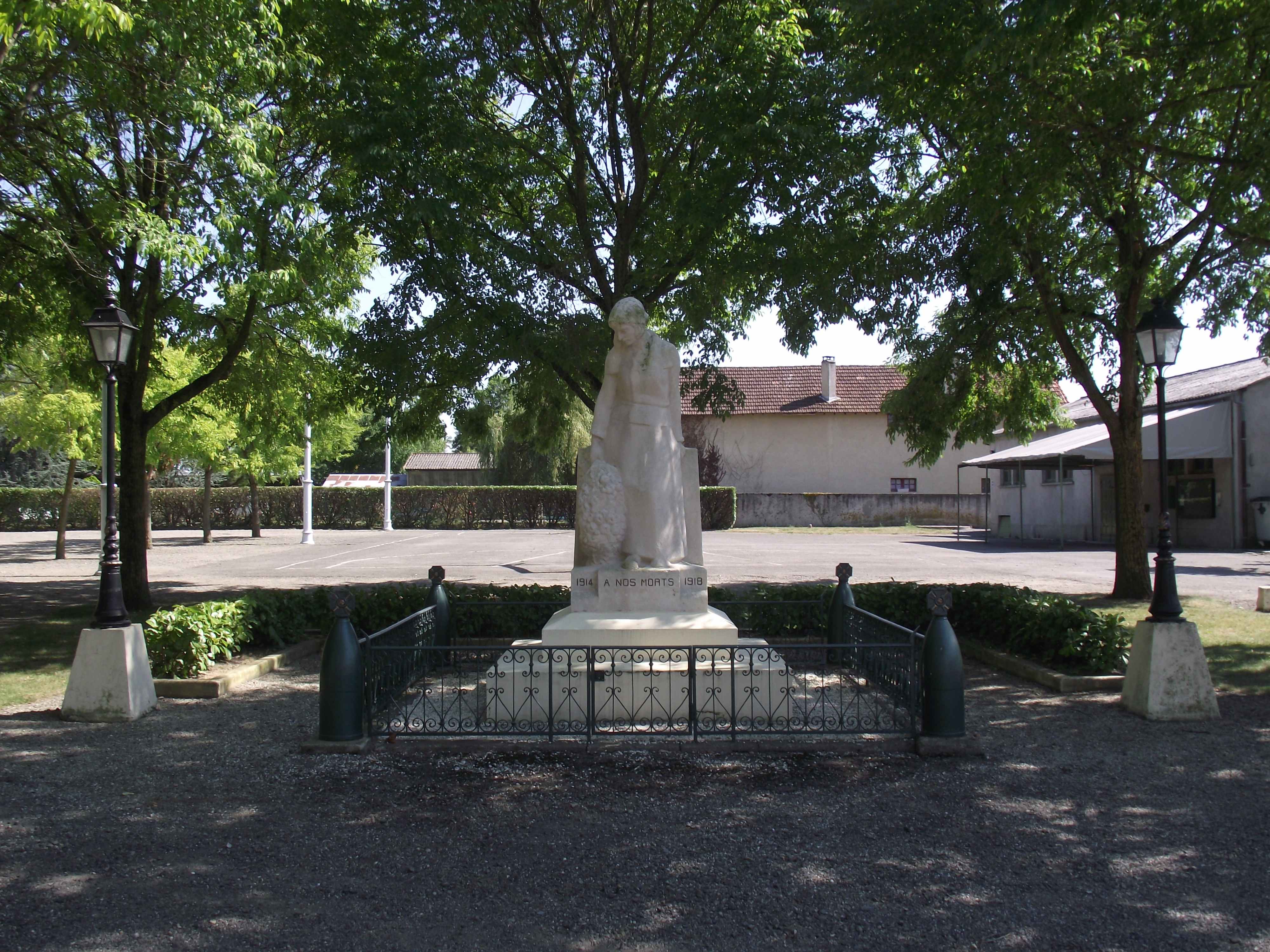
Военный мемориал
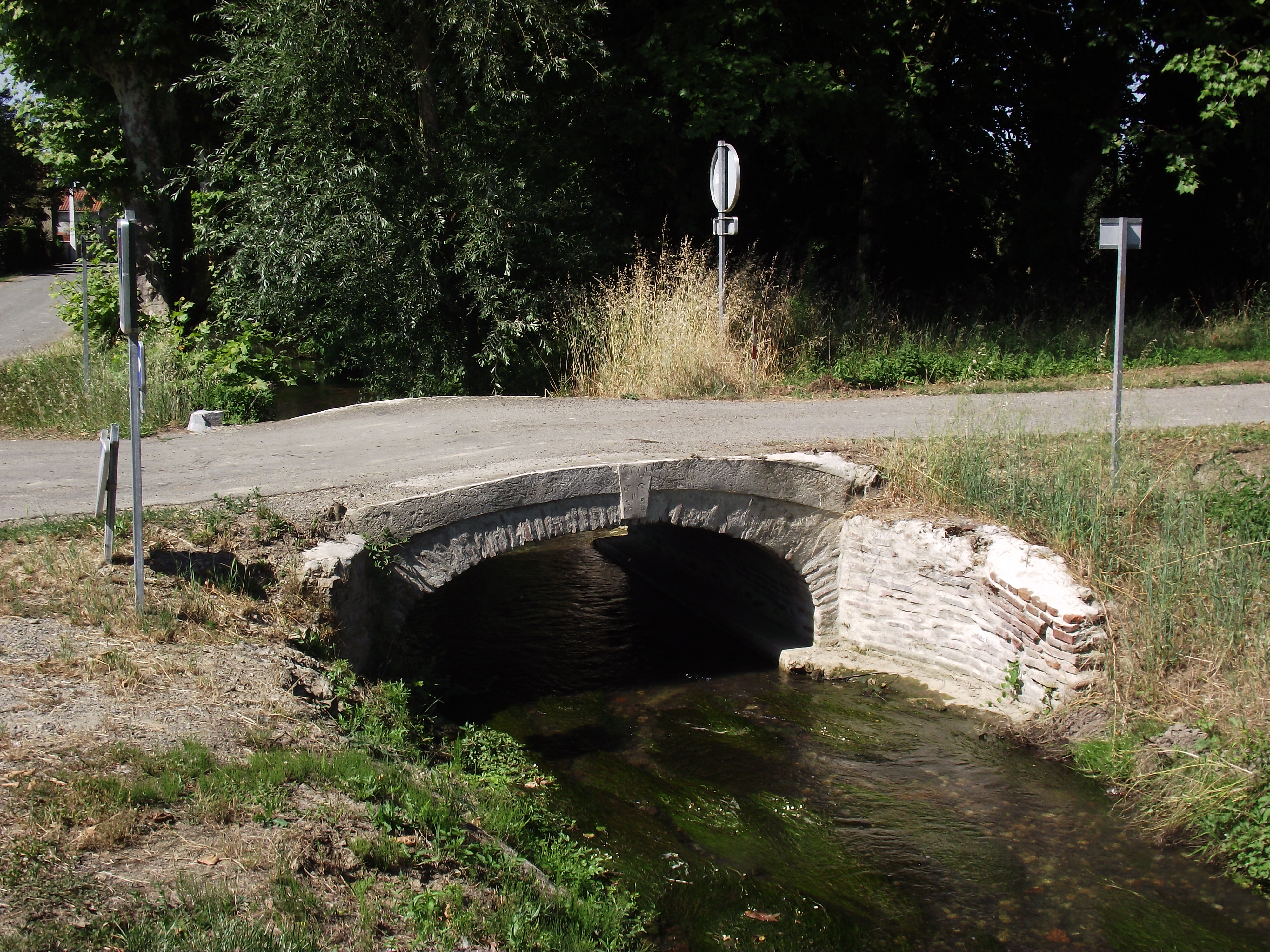
Река Оль
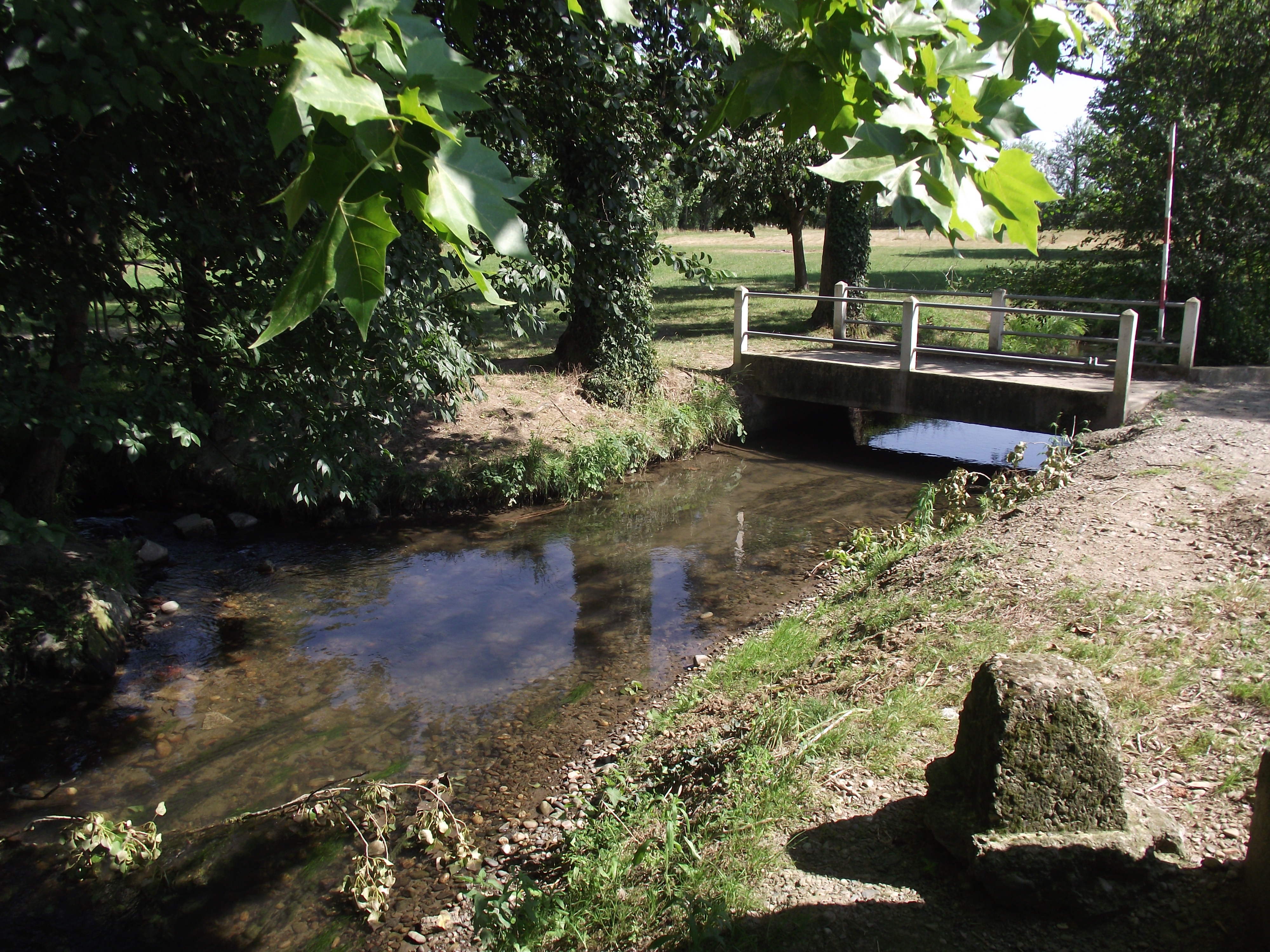
Река Оль